# 12 Batalion Remontowy
12 Batalion Remontowy– samodzielny pododdział logistyczny Sił Zbrojnych PRL  i okresu transformacji ustrojowej.
Wchodził w skład 12 Szczecińskiej Dywizji Zmechanizowanej. Stacjonował w garnizonie Szczecinie w kompleksie koszarowym przy ulicy Mickiewicza.
W 1994 przeorganizowany w 7 Rejonowe Warsztaty Techniczne.

## Dowódcy batalionu
- ppłk Witold Pomianowski
- ppłk Tadeusz Drzazgowski
- ppłk mgr inż. Wiesław Kwaczyński

## Struktura organizacyjna
Dowództwo i sztab

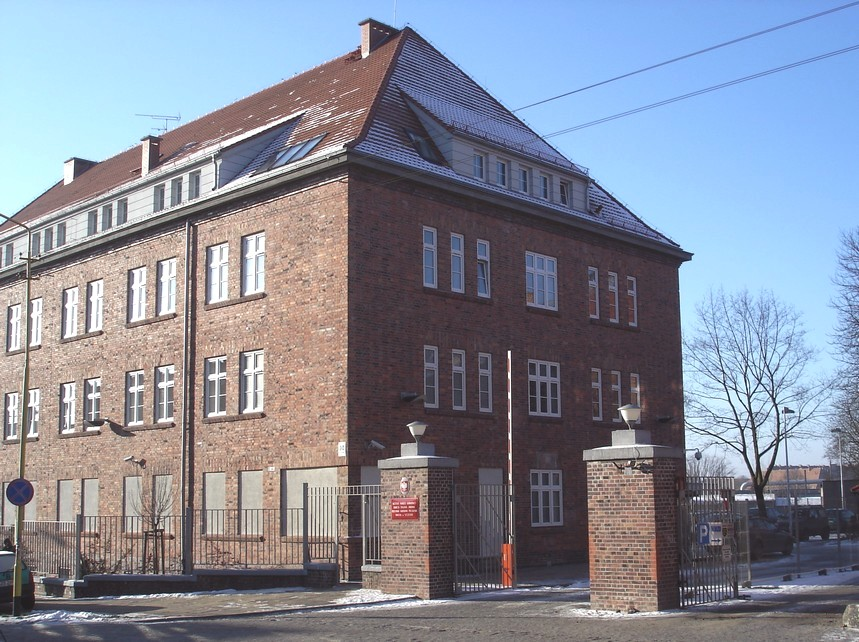
W tym budynku mieścił się sztab batalionu

- kompania remontu pojazdów gąsienicowych
  - 2 plutony remontu czołgów
  - pluton remontu pojazdów gąsienicowych i sprzętu inżynieryjnego
- kompania remontu uzbrojenia i elektroniki
  - pluton remontu uzbrojenia
  - stacja kontrolno–remontowa
- kompania remontu pojazdów kołowych
  - 2 plutony remontu pojazdów kołowych
  - pluton remontu transporterów kołowych
- pluton robót specjalnych
  - drużyna naprawy elektronicznej i ładowania akumulatorów
  - drużyna spawalnicza
  - 2 drużyny ślusarsko–mechaniczne
  - drużyna kowalsko–blacharska
- pluton remontu sprzętu łączności
  - 2 drużyny remontu
- pluton ewakuacji
- pluton zaopatrzenia
  - 2 drużyny zaopatrzenia
  - drużyna gospodarcza
- pluton medyczny